# Heuchera caroliniana
Heuchera caroliniana är en stenbräckeväxtart som först beskrevs av Rosend., Butters och Lakela, och fick sitt nu gällande namn av E.F. Wells. Heuchera caroliniana ingår i släktet alunrötter, och familjen stenbräckeväxter. Inga underarter finns listade i Catalogue of Life.